# Jacqueline Licona
Jacqueline Licona (29 de octubre de 1978) es una deportista mexicana que compitió en taekwondo. Ganó una medalla de plata en el Campeonato Panamericano de Taekwondo de 2004 en la categoría de –47 kg.

## Palmarés internacional
| Campeonato Panamericano | Campeonato Panamericano          | Campeonato Panamericano | Campeonato Panamericano |
| Año                     | Lugar                            | Medalla                 | Categoría               |
| ----------------------- | -------------------------------- | ----------------------- | ----------------------- |
| 2004                    | Santo Domingo ( Rep. Dominicana) | Medalla de plata        | –47 kg                  |